# Johnny Logan
Seán Patrick Michael Sherrard (nascut el 13 de maig de 1954, Frankston, Austràlia), més conegut pel seu nom artístic Johnny Logan, és un cantant i compositor irlandès. Se'l coneix com el primer i únic intèrpret masculí que ha guanyat el Festival de la Cançó d'Eurovisió dues vegades, el 1980 i 1987. També va compondre la cançó guanyadora el 1992.
Logan va guanyar per primera vegada el Festival de la Cançó d'Eurovisió el 1980, amb la cançó "What's Another Year". El 1984, Logan va compondre la cançó "Terminal 3" que va quedar segona a Eurovisió, interpretada per Linda Martin. Va guanyar el concurs per segona vegada el 1987 amb "Hold Me Now", que també va escriure ell mateix. La seva tercera victòria va arribar el 1992, com a compositor de l'obra guanyadora de Linda Martin "Why Me?".

## Primers anys de vida
El pare de Logan, Charles Alphonsus Sherrard, era un tenor irlandès nascut a Derry conegut amb el nom artístic de Patrick O'Hagan, i estava de gira per Austràlia en el moment del naixement de Logan. La família es va traslladar a Irlanda quan Logan tenia tres anys. Va aprendre la guitarra i va començar a compondre les seves pròpies cançons als tretze anys. En sortir de l'escola va ser aprenent d'electricista, mentre actuava a pubs i cabarets. El seu primer reclam a la fama va ser protagonitzar "Adam" al musical irlandès Adam and Eve de 1977 i Joseph a Joseph and the Amazing Technicolor Dreamcoat.

## Carrera

### 1978–1986: primera victòria d'Eurovisió

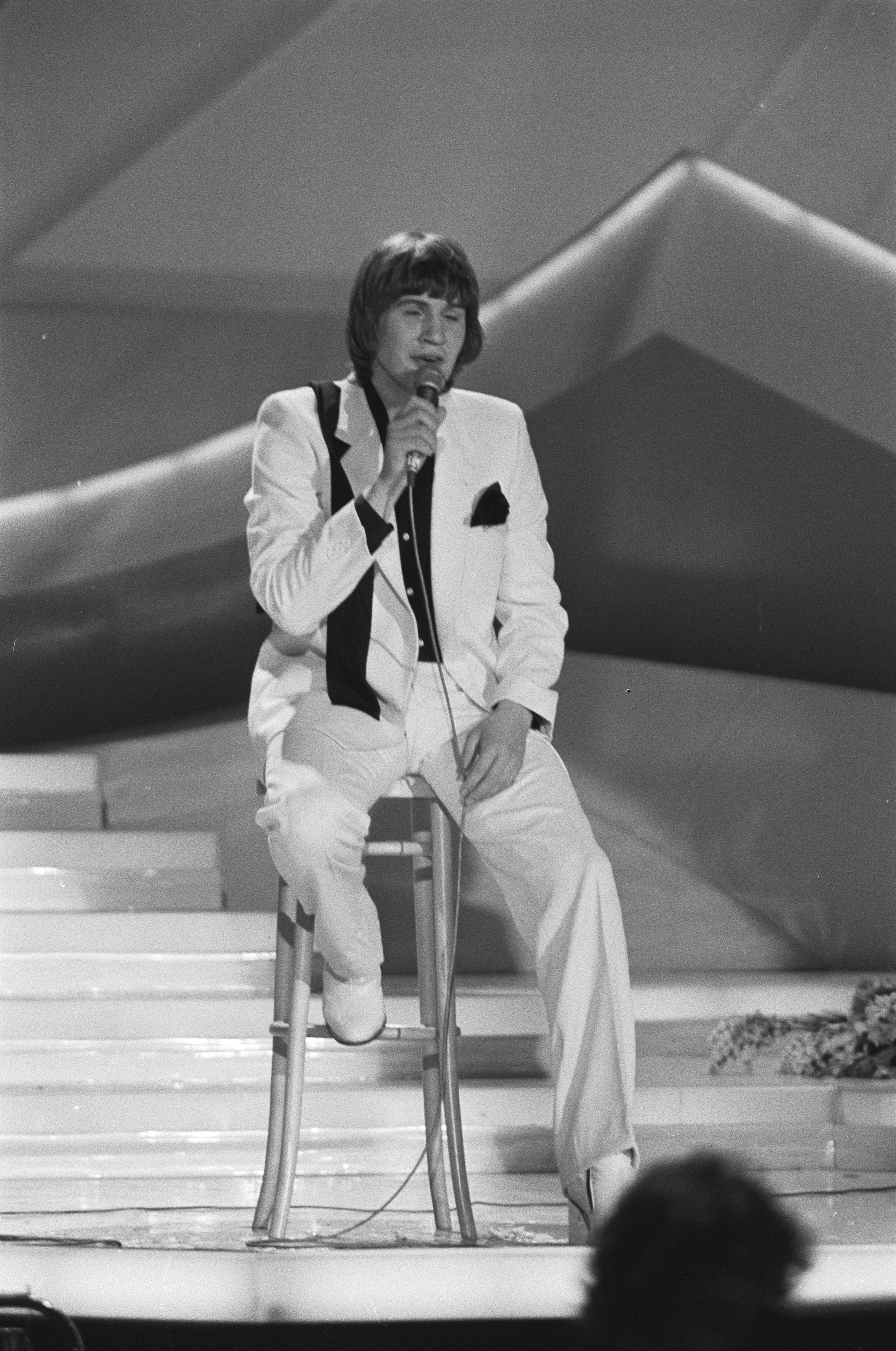
Johnny Logan al Festival de la Cançó d'Eurovisió 1980

Logan va adoptar el nom artístic Johnny Logan després del personatge principal de la pel·lícula Johnny Guitar i va llançar el seu primer senzill el 1978. Va intentar participar per primera vegada al Festival de la Cançó d'Eurovisió el 1979, quan va quedar tercer a la final nacional irlandesa amb la cançó "Angie".
El 1980, Logan va tornar a entrar a la selecció nacional irlandesa per al Festival d'Eurovisió amb la cançó "What's Another Year", guanyant la final irlandesa. En representació d'Irlanda als Països Baixos, Logan va guanyar el Festival de la Cançó d'Eurovisió el 19 d'abril. La cançó es va convertir en un èxit a tot Europa i va arribar al número u al Regne Unit.
Després del festival va fer diversos intents de triomfar al Regne Unit però no va tenir fortuna després del llançaments de singles i algun àlbum d'estudi.

### 1987–1991: segona victòria d'Eurovisió
El 1987, Logan va fer un altre intent d'Eurovisió i amb la seva cançó d'autor, "Hold Me Now", va representar Irlanda al Festival de la Cançó d'Eurovisió a Bèlgica. La cançó va guanyar el concurs i Logan es va convertir en la primera persona a guanyar el concurs dues vegades. "Hold Me Now" es va convertir en un gran èxit europeu i va arribar al número dos al Regne Unit. Logan va llançar versions de cançons i un àlbum amb èxit a les llistes irlandeses i, a partir d'aleshores, va concentrar la seva carrera a Irlanda i Europa.

### 1992–2000: tercera victòria d'Eurovisió
Després d'haver compost la cançó del Festival de la Cançó d'Eurovisió irlandès de 1984 per a Linda Martin, " Terminal 3" (que va acabar en segona posició), Logan va repetir la col·laboració el 1992 quan va donar a Martin una altra de les seves cançons, "Why Me". La cançó es va convertir en l'opció irlandesa a la final a Suècia. La cançó va guanyar el certamen i va consolidar a Logan com l'artista més reeixit de la història d'Eurovisió amb tres victòries.
L'autor i historiador John Kennedy O'Connor assenyala al seu llibre The Eurovision Song Contest - The Official History que Logan és l'únic cantant principal que ha cantat dues temes guanyadorss i un dels cinc autors/compositors (tots homes) que han escrit/compost dues cançons guanyadores.
El 16 d'abril de 1997 Logan va deixar les seves empremtes de mans en formigó al Passeig de la Fama de Rotterdam; és el passeig de les estrelles més gran d'Europa.

### 2000-present
Logan continua interpretant i escrivint cançons. Ha continuat el seu amor per participar en el teatre musical, després d'haver fet una gira per Noruega amb Which Witch, una òpera-musical originària d'aquest país.
L'octubre de 2005, "Hold Me Now" va ser votada com la tercera cançó més popular de la història d'Eurovisió en el concert del 50è aniversari a Copenhaguen, Dinamarca. "What's Another Year" també va ser nominada entre les 14 finalistes.
Logan ha continuat tenint èxit, especialment als països escandinaus. El seu àlbum de 2007, The Irish Connection, va ser platí a Dinamarca, dues vegades platí a Noruega i or a Suècia.
Del 2009 al 2011, va actuar a l'òpera rock celta Excalibur.
Logan ha aparegut en múñtiples programas de televisió com <i id="mwng">The Hit</i>, Never Mind the Buzzcocks, X Factor, The Masked Singer. També en molts especials d'Eurovisió com per exemple quan va interpretar "What's Another Year" durant el programa Eurovisió: Europe Shine a Light, celebrat el 16 de maig de 2020 com a reemplaçament del Festival de la Cançó d'Eurovisió 2020 cancel·lat. Va interpretar la cançó amb els presentadors del programa Chantal Janzen, Edsilia Rombley i Jan Smit, al costat d'un cor de seguidors d'Eurovisió.

## Vida personal
Logan viu a Ashbourne, comtat de Meath, Irlanda amb la seva dona, Ailis i els seus tres fills, Adam, Fionn i Jack. També té una filla, Robyn (nascuda el 1988) amb la ballarina i actriu turca Burçin Orhon. Poques vegades fa entrevistes als mitjans de comunicació, afirmant que sovint l'han citat malament.